# Seventh Heaven (album, Kalafina)
Seventh Heaven je první studiové album japonské skupiny Kalafina. Vydáno bylo 26. května 2009 vydavatelstvím SME Records a obsahuje závěrečné znělky prvních sedmi filmů anime série Kara no kjókai.

## Seznam skladeb
Všechny skladby napsal(i) Juki Kadžiura. 
| Disk 1 (CD) | Disk 1 (CD)                                                                                 | Disk 1 (CD) |
| Pořadí      | Název                                                                                       | Délka       |
| ----------- | ------------------------------------------------------------------------------------------- | ----------- |
| 1.          | overture                                                                                    | 1:34        |
| 2.          | oblivious (Závěrečná znělka 1. filmu Kara no kjókai)                                        | 4:22        |
| 3.          | love come down                                                                              | 4:44        |
| 4.          | Nacu no ringo (夏の林檎)                                                                    | 4:03        |
| 5.          | fairytale (Závěrečná znělka 6. filmu Kara no kjókai)                                        | 5:13        |
| 6.          | ARIA (Závěrečná znělka 4. filmu Kara no kjókai)                                             | 5:24        |
| 7.          | Mata kaze ga cujoku natta (また風が強くなった)                                              | 4:57        |
| 8.          | Kizuato (傷跡) (Závěrečná znělka 3. filmu Kara no kjókai)                                   | 4:39        |
| 9.          | serenato                                                                                    | 4:53        |
| 10.         | Ongaku (音楽)                                                                               | 5:38        |
| 11.         | Ašita no kešiki (明日の景色)                                                                | 5:25        |
| 12.         | sprinter (Závěrečná znělka 5. filmu Kara no kjókai)                                         | 5:05        |
| 13.         | Kimi ga hikari ni kaetejuku (君が光に変えて行く) (Závěrečná znělka 2. filmu Kara no kjókai) | 4:43        |
| 14.         | seventh heaven (Závěrečná znělka 7. filmu Kara no kjókai)                                   | 6:12        |

| Disk 2 (DVD, pouze limitovaná edice) | Disk 2 (DVD, pouze limitovaná edice)                                       | Disk 2 (DVD, pouze limitovaná edice) |
| Pořadí                               | Název                                                                      | Délka                                |
| ------------------------------------ | -------------------------------------------------------------------------- | ------------------------------------ |
| 1.                                   | seventh heaven (videoklip)                                                 |                                      |
| 2.                                   | oblivious (nahrávka z koncertu Yuki Kajiura Live vol.#3)                   |                                      |
| 3.                                   | Kimi ga hikari ni kaetejuku (nahrávka z koncertu Yuki Kajiura Live vol.#3) |                                      |
| 4.                                   | Kizuato (nahrávka z koncertu Yuki Kajiura Live vol.#2)                     |                                      |
| 5.                                   | ARIA (nahrávka z koncertu Yuki Kajiura Live vol.#2)                        |                                      |

## Umístění na žebříčcích
| Žebříček                    | Nejvyšší umístění | Prodeje | Týdnů v žebříčku | Reference |
| --------------------------- | ----------------- | ------- | ---------------- | --------- |
| Týdenní žebříček alb Oricon | 8                 | 38 087  | 19               | [ 2 ]     |

## Edice
| Země          | Datum vydání    | Formát                   | Vydavatel   |
| ------------- | --------------- | ------------------------ | ----------- |
| Japonsko      | 4. března 2009  | Digitální distribuce, CD | SME Records |
| Spojené státy | 26. května 2009 | Digitální distribuce, CD | SME Records |
| Jižní Korea   | 9. září 2011    | Digitální distribuce, CD | SME Records |